# Témoin muet (Agatha Christie)
Pour les articles homonymes, voir Témoin muet.
Ne doit pas être confondu avec Témoin indésirable.
Témoin muet (titre original : Dumb Witness) est un roman d'Agatha Christie publié le 5 juillet 1937 au Royaume-Uni, mettant en scène le détective belge Hercule Poirot et son ami le capitaine Hastings. Il est publié la même année aux États-Unis sous le titre Poirot Loses a Client, et en 1950 en France. Le roman est en fait la réécriture d'une nouvelle plus ancienne, L'Incident de la balle du chien, découverte en 2004 seulement.
Alors qu'elle descend l'escalier intérieur de sa maison, Emily Arundell est victime d'un étrange accident qui manque de lui coûter la vie. Soupçonnant l'un de ses proches de l'avoir piégée et d'essayer de la tuer pour accéder à une partie de l'héritage, elle écrit une lettre au détective Hercule Poirot pour lui faire part de ses craintes. Lorsque, deux mois après, Poirot reçoit la lettre l'invitant à Littlegreen House pour élucider les faits, il est déjà trop tard : Emily est morte, apparemment de mort naturelle. Poirot et Hastings tentent de découvrir si la mort est naturelle ou si la vieille dame a été assassinée et, dans ce cas, qui a commis le forfait. Le seul qui semble avoir vu quelque chose est un « témoin muet », Bob, le chien de compagnie de la défunte. L'enquête est relancée quand l'une des personnes suspectes meurt à son tour, sans qu'on sache a priori s'il s'agit d'un second meurtre, d'un accident ou d'un suicide.

## Personnages
- Les victimes

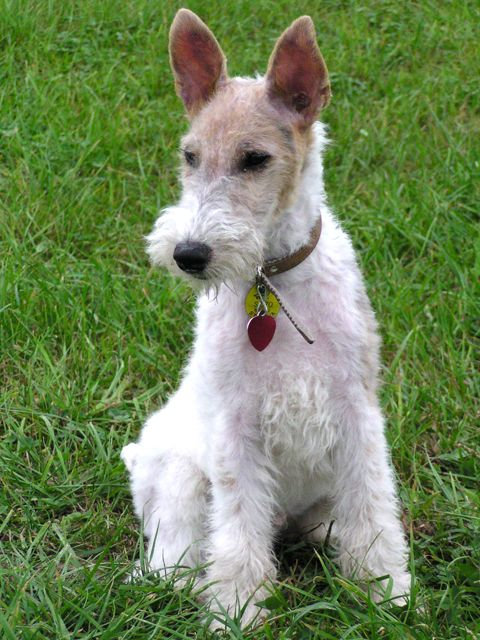
Un fox-terrier, le « témoin muet » du roman.

  - Emily Arundell : vieille dame riche ; propriétaire de Littlegreen House.
  - Bella Biggs-Tanios : nièce d'Emily Arundell ; cousine de Theresa et de Charles Arundell.

- Les enquêteurs
  - Hercule Poirot : célèbre détective belge.
  - Capitaine Hastings : narrateur du récit ; ami d'Hercule Poirot.

- Membres de la famille d'Emily Arundell
  - Theresa Arundell : sœur de Charles Arundell, et nièce d'Emily Arundell.
  - Rex Donaldson : médecin ; fiancé de Theresa ; associé au docteur Grainger.
  - Charles Arundell : frère de Theresa Arundell, et neveu d'Emily Arundell.
  - Bella Biggs-Tanios : voir plus haut, § Les victimes.
  - Jacob Tanios : médecin d'origine grecque ; mari de Bella Biggs-Tanios.

- Autres personnages importants
  - Wilhelmina (« Minnie ») Lawson : dame de compagnie d'Emily Arundell.
  - Bob : chien fox-terrier d'Emily Arundell, le « témoin muet » du titre du roman.
  - Ellen : majordome d'Emily Arundell.
  - Isabelle et Julia Tripp : deux sœurs excentriques et spirites résidant non loin du manoir Arundell.

- Personnages secondaires
  - John Grainger : médecin d'Emily Arundell.
  - Miss Peabody : amie d'Emily Arundell.
  - Maître Purvis : notaire d'Emily Arundell.
  - Angus : vieux jardinier d'Emily Arundell.
  - Miss Carruthers : infirmière d'Emily Arundell.
  - Edward Tanios : jeune fils de Bella et de Jacob Tanios.
  - Mary Tanios : jeune fille (7 ans) de Bella et de Jacob Tanios.

## Résumé
Le roman est composé de 29 chapitres.

### Mise en place de l'intrigue
Le roman commence par l'annonce que Emily Arundell est décédée le 1er mai 1936 et qu'elle avait rédigé son testament une dizaine de jours auparavant, léguant, à la grande surprise de tous, l'essentiel de sa fortune à sa dame de compagnie, Wilhelmina ( dite « Minnie ») Lawson. Flash-back : quelques semaines auparavant, son neveu Charles et ses deux nièces Thérésa et Bella, accompagnées de leur fiancé (Thérésa / Rex Donaldson) et époux (Bella / Jacob Tanios), sont arrivés à la propriété Littlegreen House située dans le Berkshire. Tous trois ont des soucis financiers et quémandent de l'argent auprès de leur vieille tante, qui refuse d'accéder à leurs sollicitations (chapitres 1 et 2).
Mi-avril, alors qu'elle déambule à l'étage en pleine nuit, Emily chute dans l'escalier et se blesse. L'accident est sans gravité et on impute la chute à la balle du chien Bob, le fox-terrier de compagnie de la vieille femme. L'entourage évoque un accident domestique lié à la présence inattendue de la balle du chien. Toutefois Emily se pose des questions : elle n'a pas eu l'impression de glisser sur une balle du chien. Soupçonneuse et craignant pour sa vie, elle écrit le 17 avril un courrier destiné à Hercule Poirot, dont elle a entendu parler par l'une de ses connaissances (chapitres 3 et 4).
Hercule Poirot reçoit le courrier d'Emily le 28 juin suivant. Étonné du délai entre la date de rédaction et la réception de la lettre, il décide de se rendre immédiatement dans le Berkshire, qui heureusement se trouve à proximité de Londres. Le capitaine Hastings l'accompagne et tous deux s'y rendent en voiture (chapitre 5).
Arrivant à Littlegreen House, Poirot et Hastings découvrent successivement que la propriété familiale est en vente, qu'Emily Arundell est décédée et qu'elle a légué l'essentiel de sa fortune à sa dame de compagnie Minnie Lawson. Ils entrent en contact avec l'agent immobilier mandaté par Mme Lawson pour vendre la propriété puis se rendent au cimetière où ils contemplent la tombe familiale avec les épitaphes inscrites (chapitres 6 et 7).

### Enquête d'Hercule Poirot
Poirot se fait passer pour un historiographe souhaitant écrire une biographie sur la famille Arundell. Accompagné d'Hastings, il rencontre Ellen, la domestique qui tient les lieux dans l'attente de la vente du domaine. Les deux hommes en apprennent plus sur les lieux, sur « l'accident du chien » et sur les relations tendues entre Emily et le reste de sa famille. Ils apprennent aussi que Mme Lawson fait des séances de spiritisme avec les deux sœurs Tripp. Le retard dans l’envoi de la lettre destinée à Poirot est expliqué : Emily avait oublié ce courrier dans son sous-main, et c'est Ellen, le découvrant fin juin, avait pris la décision de l'envoyer à Poirot sans connaître sa teneur (chapitre 8).
Après la visite de la demeure, Poirot révèle à Hastings une découverte qu'il a faite. Il a découvert un clou recouvert de vernis et une petite chaîne attachée en haut de l'escalier. Avant sa mort, Emily avait dit quelque chose comme « Bob… chien… image… un pot ». Poirot en déduit qu'elle voulait dire quelque chose comme « un pot sur lequel une photo de chien avait été laissée toute la nuit », ce qui signifiait que le chien Bob ne pouvait pas avoir mis la balle en haut de l'escalier. Le détective pense que la vieille dame a chuté en raison d'un fil installé en haut des escaliers et attaché à un clou. Les deux hommes rendent visite au docteur Grainger, le médecin de famille d'Emily Arundell. Il leur parle de la famille et des relations entre Emily et ses neveux ; il précise que Emily serait morte d'une maladie du foie. Ils croisent le docteur Rex Donaldson, le fiancé de Theresa, qui est associé au docteur Grainger (chapitre 9).
Poirot et Hastings rendent visite à Mme Peabody, vieille amie d'Emily et l'une des commères de la ville. Elle se montre critique à l'égard des deux médecins qui accompagnent Theresa (Rex Donaldson) et Bella (Jacob Tanios). Elle leur parle des séances de spiritisme de Mme Lawson avec les deux sœurs Tripp (chapitre 10).
Arrivés chez les sœurs Isabelle et Julia Tripp, les deux enquêteurs ont la confirmation de séances de spiritisme de Mme Lawson avec elles, mais apprennent aussi que peu avant sa mort, une étrange lumière verte était apparue près de la tête d'Emily (chapitre 11).
Après que Poirot et Hastings eussent fait le point sur l'enquête (chapitre 12), ils rencontrent Theresa. Celle-ci envisage de contester le dernier testament d'Emily (chapitre 13). C'est alors que Charles se présente au domicile de sa sœur, ce qui permet à Poirot de l'interroger à son tour. Poirot revient sur les emplois du temps du frère et de la sœur de la mi-avril au 1er mai (chapitre 14). 
Puis Poirot et Hastings interrogent Minnie Lawson : son absence de connaissance du changement de testament, le comportement de Theresa, celui de Charles (qui avait menacé de mort Emily et qui avait volé quelques billets de banque). Elle se dit résolue à garder l'héritage pour elle, sans en donner une part au neveu et aux nièces d'Emily (chapitre 15).
Poirot et Hastings rendent ensuite visite à Bella Tanios : elle est plus réservée que Theresa et Charles, exclut l'idée d'un procès contre Mme Lawson et dit préférer une solution à l'amiable (chapitre 16). Arrive alors le docteur Jacob Tanios, qui est interrogé par les deux enquêteurs. On revient sur leur emploi du temps courant la mi-avril. Bella Tanios semble avoir une crainte à l'égard de son mari (chapitre 17).
Après que Poirot et Hastings eussent de nouveau fait le point sur l'enquête (chapitre 18), ils reçoivent la visite de Charles, qui fait l'objet d'un nouveau interrogatoire. Le jeune homme confirme les accusations de Mme Lawson : il avait bien menacé sa tante et avait effectivement volé quelques billets de banque. Puis les deux enquêteurs rencontrent M. Purvis, le notaire, qui leur explique dans quelles circonstances le nouveau testament a été rédigé, cinq ans après le précédent testament. La vieille dame était saine d'esprit et savait ce qu'elle faisait en déshéritant volontairement Charles, Theresa et Bella (chapitre 19).
Poirot et Hastings retournent à Littlegreen House et interrogent de nouveau la femme de chambre Ellen. On l'interroge sur le docteur Grainger, sur M. Purvis, sur les neveu et nièces venus résider au manoir. Ils rencontrent ensuite le vieux jardinier, Angus : Charles lui avait parlé de pilules d'arsenic à usage biologique ; la bouteille est aujourd'hui quasiment vide, chose que le jardiner trouve bizarre (chapitre 20).
Poirot et Hastings interrogent ensuite le pharmacien de la petite ville, au sujet des médicaments prescrits par les médecins et consommés par Emily Arundell. Puis ils rencontrent Miss Carruthers, l'infirmière de la vieille dame. Ils croisent le docteur Grainger, qui a été informé par Mme Peabody de leur mensonge et qui lui a dit leur véritable identité. Une conversation s'engage avec le vieux médecin sur les médicaments prescrits à Emily (chapitre 21).
Le lendemain matin, Minnie Lawson demande à Poirot de venir la rencontrer à Littlegreen House. Les deux enquêteurs la rencontrent de nouveau. Elle leur déclare qu'après y avoir réfléchi, elle se souvient que quelques heures avant la chute d'Emily dans l'escalier, elle avait vu quelqu'un situé en haut de l'escalier, à travers le miroir de sa chambre. Cette personne portait une broche avec les lettres « T-A » renvoyant à l'identité de Theresa Arundell, dont ce sont les initiales. Poirot lui annonce qu'il va peut-être demandé une exhumation du corps d'Emily pour vérifier si la vieille dame a été ou non empoisonnée. Mme Lawson leur confirme qu'Emily, avant sa mort, avait une sorte de halo lumineux autour de la tête (chapitre 22).
À Londres, venant à la rencontre des deux enquêteurs, le docteur Tanios leur apprend que son épouse Bella a quitté l'hôtel qu'ils habitaient depuis quelques semaines, emportant avec elle les enfants et des bagages. L'homme semble déboussolé : il évoque une dépression de son épouse et la nécessité pour elle d'être internée en psychiatrie (chapitre 23). Poirot et Hastings retournent voir Theresa pour l'interroger sur le développement de l'enquête, et sur sa position concernant la disparition d'arsenic dans la propriété et la possibilité d'une exhumation du corps d'Emily (à laquelle elle se dit opposée). Elle conteste fermement être la personne qui portait une broche avec les lettres « T-A » et avoir, en haut de l’escalier, fixé une ficelle dans le but de faire chuter sa tante (chapitre 24).
Poirot et Hastings font, pour la troisième fois, le point sur l'enquête : Hastings pense qu'il y a eu deux tueurs successifs (Theresa pour la chute dans l'escalier ; son fiancé Rex Donaldson pour le meurtre par empoisonnement), sans d'ailleurs que les deux se soient concertés. Pour sa part, Poirot opine pour un assassin unique, auteur des deux faits. Poirot en profite pour montrer à son compagnon une découverte qu'il a faite : quand on regarde dans le miroir et que l'on voit les lettres « T-A », en réalité ce sont les lettres « A-T » qui étaient formées sur la broche. L'accusation contre Theresa Arundelle semble diminuer (chapitre 25).

### Seconde mort suspecte
S'estimant maltraitée par son époux Jacob et ayant manifestement peur de lui, Bella l'a quitté et s'est réfugiée, avec ses enfants, au domicile provisoire londonien (un hôtel) de Minnie Lawson. Son époux, Jacob Tanios, la cherche partout et rend même visite à Mme Lawson, qui ne révèle pas que Bella est chez elle. Poirot et Hastings, informés de la situation, se rendent chez Mme Lawson. Ils discutent avec elle et Bella, et Poirot lui ordonne de quitter les lieux, laissant supposer que M. Tanios va finalement la retrouver. Il lui offre de payer les frais de résidence dans un autre hôtel, ce que Bella accepte. Heureuse initiative : dix minutes après, le docteur Tanios revenait chez Mme Lawson pour vérifier la présence ou l'absence de Bella. Poirot remet à Bella un pli fermé contenant, selon ses dires, un résumé sur l'affaire et lui demande de le contacter après lecture pour avoir son avis. Puis Poirot confie à Hastings qu'il craint la commission d'un second meurtre (chapitre 26).
Les deux enquêteurs rencontrent le docteur Donaldson et l'interrogent sur lui, sur Theresa et sur Charles. Bella téléphone à Poirot pour l'informer que son analyse des faits lui semble exacte et qu'elle accepte de le revoir le lendemain pour lui apporter diverses précisions (chapitre 27).
Le lendemain matin, Mme Lawson, affolée, informe Poirot que l'hôtel qui a accueilli la veille Bella a retrouvé la jeune femme décédée. Bella serait morte dans son sommeil des suites d'une absorption massive de chloral, un produit chimique servant de somnifère. Poirot et Hastings se demandent s'il s'agit d'un nouvel assassinat, d'un suicide ou d'un accident domestique (chapitre 28).

### Dénouement et révélations finales
Chapitre 29.
Hercule Poirot réunit l'ensemble des protagonistes afin de leur expliquer comment Emily est décédée, dans quelles circonstances, et qui est à l'origine de toute l'affaire.
Il explique qu'au début, Theresa avait volé l'arsenic mais ne s'était pas résolue à l'utiliser. Elle et son frère se soupçonnaient mutuellement de vouloir empoisonner la vieille dame. Celle-ci craignait que Charles, le seul homme de la famille susceptible de porter le nom d'Arundell après sa mort, ait tenté de la tuer. Elle lui avait parlé du changement des termes du testament. Par ailleurs, Poirot explique que les initiales « T. A. » concernant la broche aperçue par Minnie Lawson ne se rapportaient pas à Theresa Arundell, mais à Bella : cette dernière s'appelle Arabella Tanios, dont les initiales (« A-T ») font « T-A » lorsqu'on les voit à travers un miroir. Poirot révèle que c'est Bella la meurtrière.
Elle n'avait jamais réellement aimé son mari Jacob, et sa haine à son encontre avait augmenté au fil des années. Elle voulait se séparer de lui et garder les enfants avec elle en Grande-Bretagne, mais n'avait aucune profession, aucune économie et aucun moyen financier. La mort de sa tante lui aurait permis d'entrer en possession immédiatement d'une partie de la fortune de la vieille dame. Quand sa première tentative avait échoué (chute dans l'escalier), elle avait essayé une seconde fois en insérant du phosphore dans l'une des gélules de médicament pour le foie que prenait Emily. L'ingestion de cette capsule avec phosphore pouvait faire croire aux effets d'une maladie du foie, et avait occasionné les exhalaisons de buée phosphorescente aperçues par les soeurs Tripp et Mme Lawson. Bella ignorait que sa tante avait changé ses dernières dispositions testamentaires. De remords, elle s'était suicidée après avoir lu les conclusions de Poirot sur sa résolution de l'affaire. Elle avait détruit toutes les preuves. Le somnifère qu'elle avait ingéré était en fait destiné à son époux, qu'elle voulait empoisonner. Poirot, qui l'avait percée à jour, avait feint de croire dans sa comédie de femme effrayée par son mari, et s'il lui avait trouvé un logement dans un autre hôtel, c'était pour protéger le docteur Tanios de sa femme : le docteur Tanios était prévu pour être la prochaine victime de Bella.
Dans un geste de compassion, Minnie Lawson décide de partager l'héritage entre elle et les autres membres de la famille. Dans les dernières lignes du récit, Hastings déclare que par la suite, Theresa a épousé le Dr Donaldson, et que Charles a quitté la Grande-Bretagne pour émigrer en Colombie-Britannique.

## Élaboration du roman

### Écriture
C'est la première fois qu'Agatha Christie fait enquêter un de ses détectives sur une affaire passée, dans le cas présent, Hercule Poirot sur un meurtre datant de deux mois. Elle utilisera ce procédé à nouveau, six ans plus tard, dans Cinq Petits Cochons (1942), où le détective belge enquête cette fois-ci sur un crime vieux de seize ans.
En 2004, John Curran découvre dans les carnets d'Agatha Christie une première version du roman titrée L'Incident de la balle du chien (The Incident of the Dog’s Ball ). Cette nouvelle est comparable au roman mais comporte néanmoins deux différences fondamentales : l'identité de l'assassin et le mobile du meurtre. La nouvelle, présente dans les carnets nos 30 et 66, n'aurait pas été écrite au début des années 1920 comme toutes les autres mettant en scène Poirot et Hastings, mais bien plus tard, en 1933 selon J. Curran. Elle ne fut cependant jamais publiée, A. Christie ayant apparemment fait le choix de la rallonger et de la publier quatre ans plus tard dans Témoin muet. Elle est donc publiée pour la première fois en 2009 au Royaume-Uni dans Agatha Christie's Secret Notebooks: Fifty Years Of Mysteries de John Curran, puis en 2011 en France dans l'adaptation Les Carnets Secrets d'Agatha Christie : Cinquante ans de mystères en cours d’élaboration.

### Dédicace
Le roman est précédé d'une dédicace d'Agatha Christie :

« À mon cher Peter, le plus fidèle des amis et le plus merveilleux des compagnons, un dieu comme on n'en fait pas. »

— Agatha Christie
Il s'agit du fox-terrier à poil dur de la romancière, qui acquiert via sa transposition romanesque (sous le nom de « Bob ») une renommée qui dépasse celle de sa vie canine et du cercle des amis et connaissances de la romancière, puisqu'il est ainsi vu comme un personnage important de l'intrigue policière, allant jusqu'à inspirer le titre de l'œuvre.